# 20818 Karmadiraju
20818 Karmadiraju è un asteroide della fascia principale. Scoperto nel 2000, presenta un'orbita caratterizzata da un semiasse maggiore pari a 3,1242575 UA e da un'eccentricità di 0,0805738, inclinata di 1,48519° rispetto all'eclittica.